# Kurkino (obwód kurski)
Kurkino (ros. Куркино) – wieś (ros. село, trb. sieło) w zachodniej Rosji, w sielsowiecie kamyszynskim rejonu kurskiego w obwodzie kurskim.

## Geografia
Miejscowość położona jest nad Tuskarem (prawy dopływ Sejmu), 6 km od centrum administracyjnego sielsowietu (Kamyszy), 8 km na północny wschód od centrum administracyjnego rejonu (Kursk), 10,5 km od drogi magistralnej (federalnego znaczenia) M2 «Krym».
We wsi znajduje się 128 posesji.
Klimat
Miejscowość, jak i cały rejon, znajduje się w strefie klimatu kontynentalnego z łagodnym ciepłym latem i równomiernie rozłożonymi opadami rocznymi (Dfb w klasyfikacji klimatów Köppena).

## Demografia
W 2010 r. wieś zamieszkiwały 183 osoby.